# City National Bank Building (Omaha)
City National Bank Building, también conocido como Orpheum Tower, es una torre de 16 pisos y 67 metros de altura situada en el centro de la ciudad de Omaha, la más poblada del estado de Nebraska (Estados Unidos). Cuando se construyó en 1910, era el edificio más alto de Omaha y se le conoce como su primer rascacielos. Siguió siendo el edificio más alto hasta 1912 cuando se completó Woodmen of the World. Fue agregado al National Register of Historic Places en 1973.  Fue renombrado Orpheum Tower y a 2021 es un edificio de apartamentos de 132 unidades.